# Oponice
Oponice (do roku 1927 též Aponice; maďarsky Appony) jsou obec na Slovensku. Žije v ní 832 obyvatel.

## Historie
Území obce bylo podle archeologických nálezů osídleno už v neolitu. Nálezy dokládají období lengyelské kulturay, doby bronzové, železné, Velkomoravské říše.
Obec byla původně rozdělena na dvě části, které se spojily v roce 1910.

### Velké Oponice
První písemná zmínka o obci je z roku 1218, kde je uváděn jako Apon. Další název Opon v roce 1315, Apon v roce 1326 a Welké Opoňice v roce 1808, maďarsky Nagyappony. Obec náležela k panství hradu Oponice. Obec měla v roce 1720 dvě domácnosti, v roce 1787 žilo v 73 domech 513 obyvatel a v roce 1828 žilo 545 obyvatel v 78 domech.

### Malé Oponice
První písemná zmínka o obci je z roku 1300, kde je uváděna jako Oponh, v roce 1808 jako Malé Oponice, maďarsky Kisappony. Obec náležela Apponyiům a Marczibányům. V roce 1430 byla vypleněna husita a v roce 1599 Turky. V roce 1787 žilo v 27 domech 203 obyvatel a v roce 1828 žilo 513 obyvatel v 32 domech. V obci byla cihelna (od roku 1871), lihovar a v roce 1881 nemocnice.
V roce 2011 v obci Oponice žilo 869 obyvatel.

## Přírodní poměry

### Poloha
Obec leží na ve východní části Nitranské pahorkatiny na levém břehu Nitry na náplavových kuželech jejích přítoků v okrese Topoľčany v Nitranském kraji, asi 14 kilometrů jižně od Topoľčan. Odlesněnou část území v údolní rovině a pahorkatině tvoří neogenní sedimentární horniny, vrchovinná část je tvořena metamorfovanými horninami mezozoika. Nadmořská výška území obce se pohybuje v rozmezí 152–503 m, střed obce leží ve výšce 168 m n. m. Nad obcí se táhne pohoří Tribeč s nejvyšším vrcholem Veľký Tribeč s výškou 829 m n. m.

### Využití půdu
Celková rozloha území obce je 12,2797 km², z toho v roce 2020 připadalo 59 % na zemědělskou půdu. Celkové využití půdy (2020): 52 % orná půda,2 % vinice, 30 % lesy. V roce 2023 připadalo 722,8 ha na zemědělskou půdu, z toho 636,83 ha byla orná půda, 24,2 ha byly vinice, 17,11 ha zahrady, 25,68 ha ovocné sady a 18,99 travnaté porosty. Lesy pokrývaly 366,21 ha, na vodní plochu připadalo 32,64 ha a na zastavěnou plochu 60,21 ha.

### Sousední obce
Obec sousedí:
|                                                 | Súlovce                     |                        |
| Dvorany nad Nitrou, Kamanová, Ludanice, Belince |                             | Kostoľany pod Tríbečom |
|                                                 | Horné Lefantovce, Preseľany |                        |

## Pamětihodnosti
Velké Oponice jsou historicky spjaty s hornouherským šlechtickým rodem Apponyiů. Kaštel, který je spojen s tímto rodem v roce 2007 získala společnost I&P Slovakia, která jej přestavěla na luxusní hotel (Chateau Apponyi), je obklopený anglickým parkem. V kaštelu je umístěna historická Apponyiovská knihovna, přístupná veřejnosti. Krom tohoto kaštelu mezi místní pamětihodností patří ještě Oponický hrad ze 13. století a farní kostel svatého Petra a Pavla. Od kostela na sever se pak rozkládala druhá část obce Malé Oponice, kde sídlily jiné šlechtické rody, pozůstatkem po jednom z nich je Marczibányiovský kaštel (Aponiho lovecké muzeum).
Oba kaštely, anglický park, Oponický hrad, kostel svatého Petra a Pavla a barokní sousoší Piety z roku 1766 jsou kulturními památkami Slovenska.

## Galerie

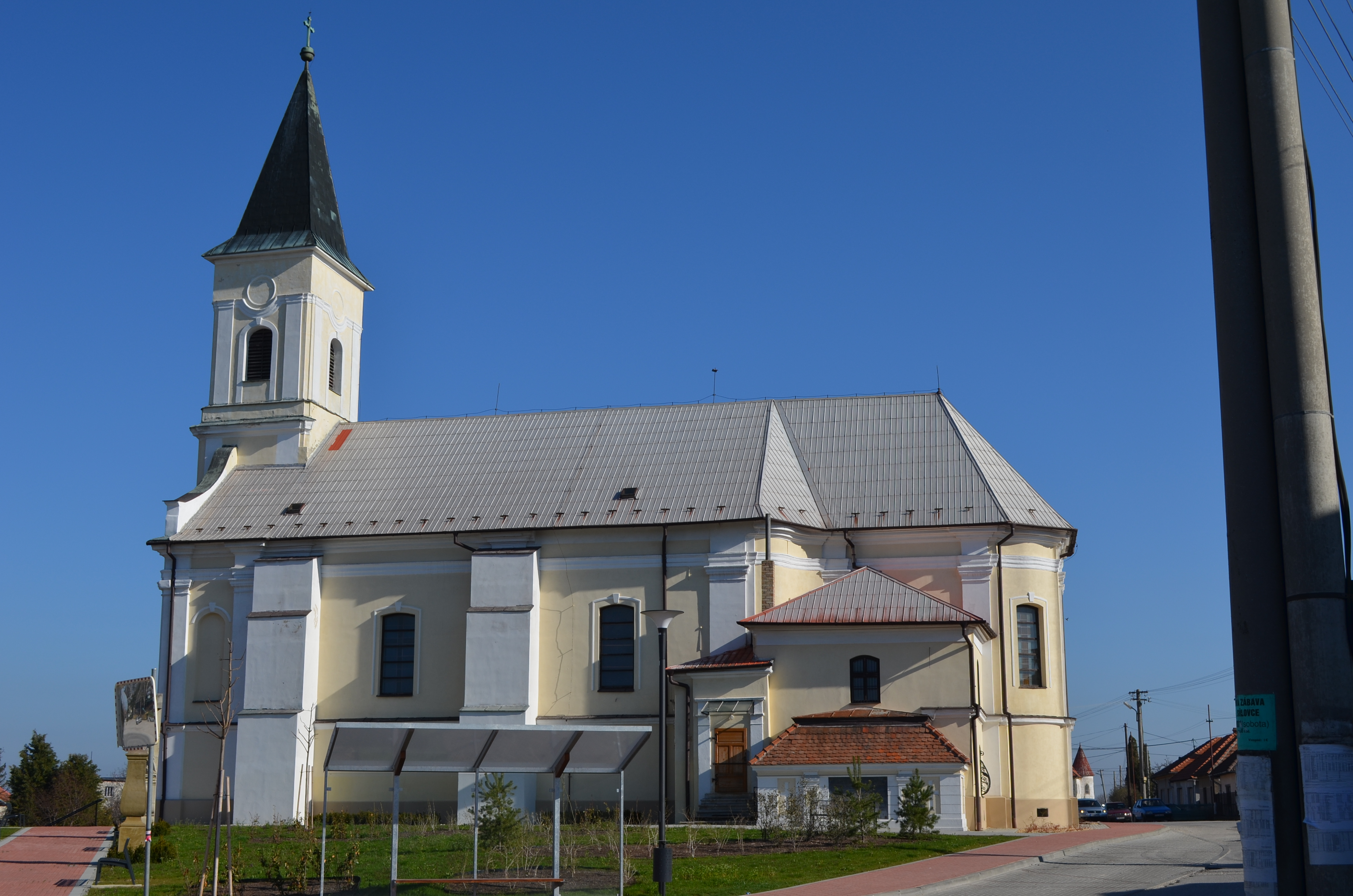
Kostel sv. Petra a Pavla s Apponyiovskou rodovou hrobkou
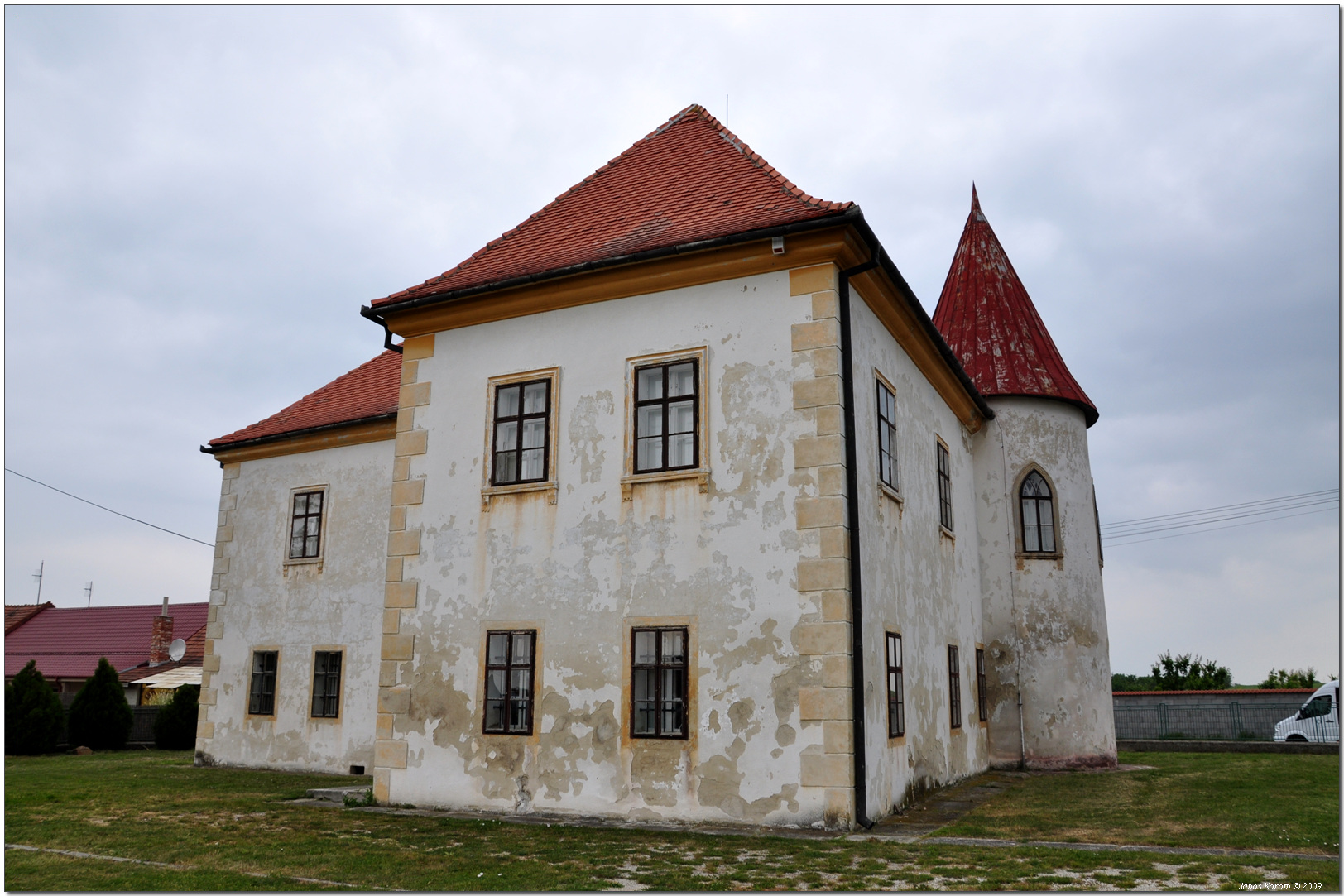
Marczibányiovský kaštel v Oponicích
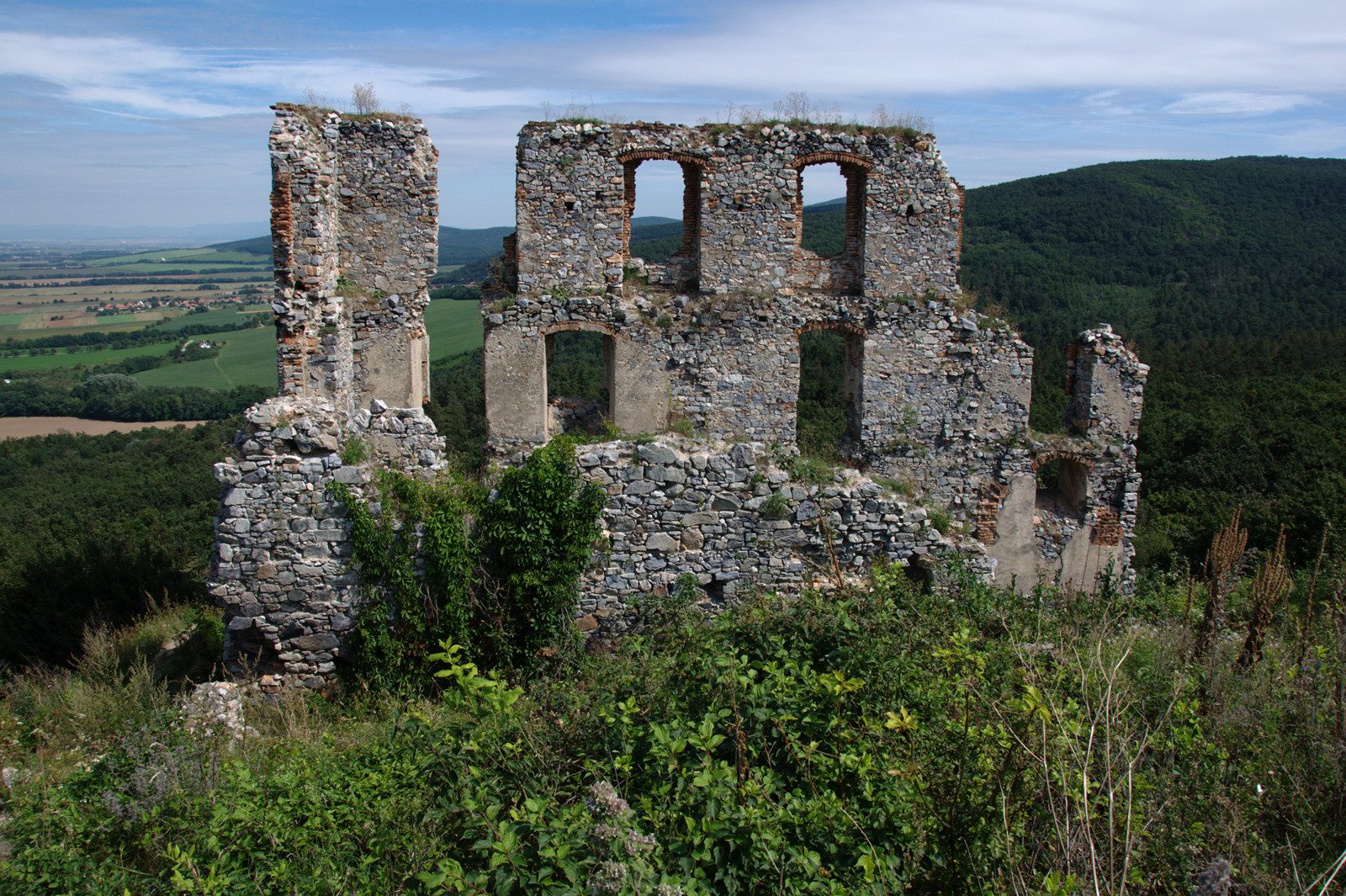
Zřícenina hradu Oponice
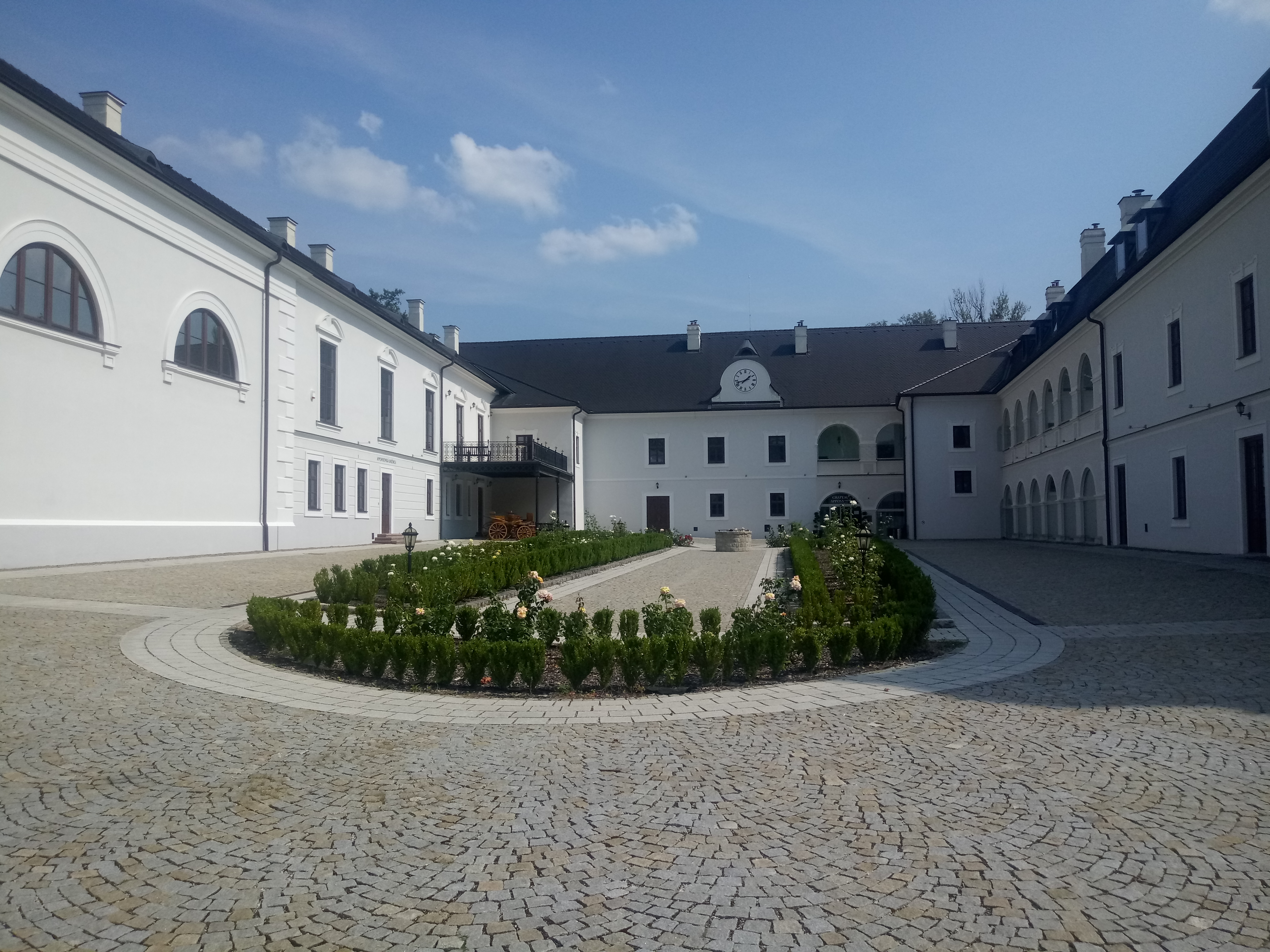
Chateau Oponice
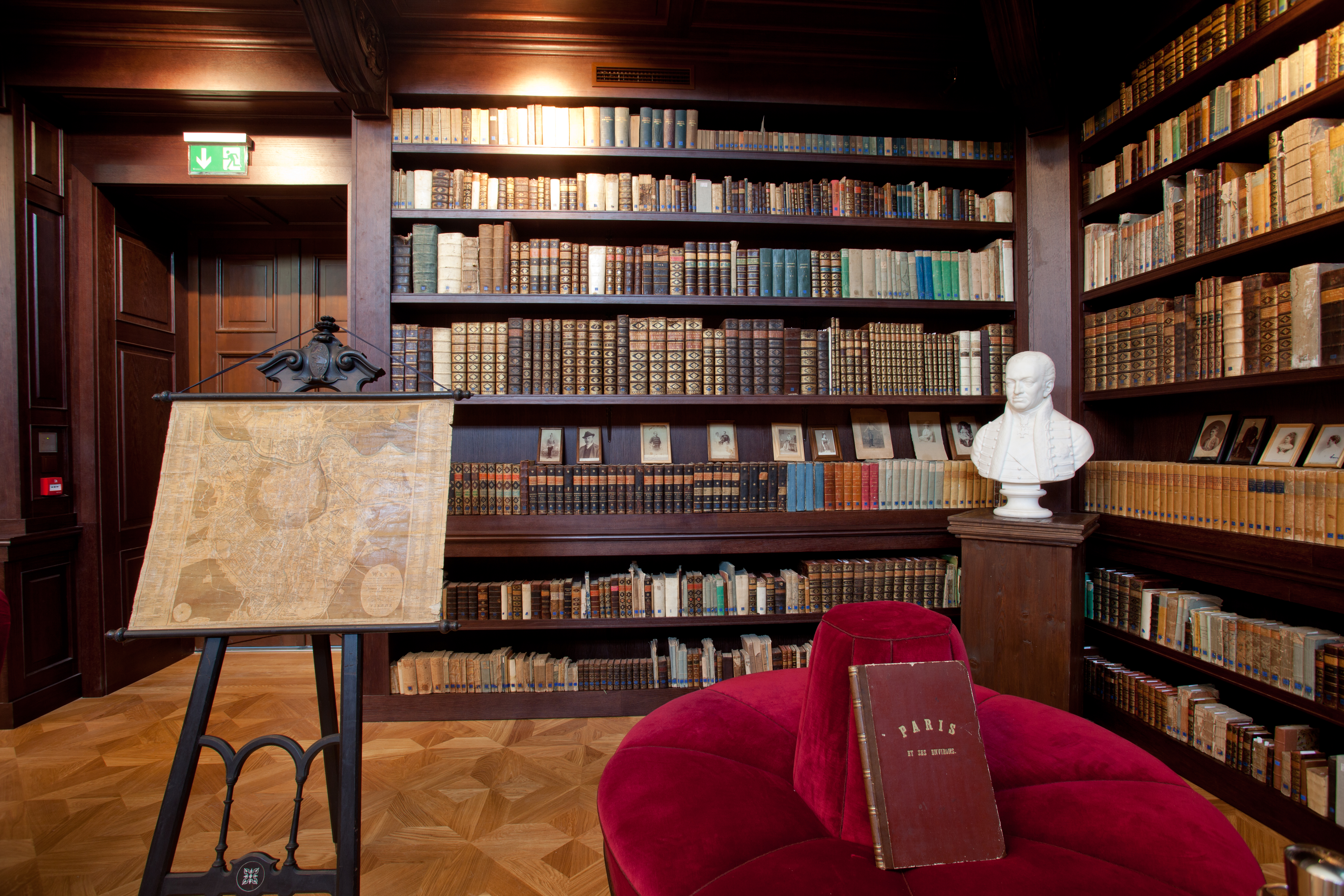
Aponiovská knihovna